# Xã Low Gap, Quận Johnson, Arkansas
Xã Low Gap (tiếng Anh: Low Gap Township) là một xã thuộc quận Johnson, tiểu bang Arkansas, Hoa Kỳ. Năm 2010, dân số của xã này là 136 người.